# Barbara Sendtner
Anna Barbara „Betty“ Sendtner, geborene Wolf (* 3. Dezember 1792 in Zürich; † 3., 5. oder 6. Oktober 1840 in München), war eine in der Schweiz geborene deutsche Schriftstellerin, Übersetzerin und Herausgeberin.

## Leben
Barbara Sendtner wurde geboren als Tochter des zum Zeitpunkt ihrer Geburt in der Schweiz tätigen Peter Philipp Wolf und dessen Frau Elisabeth, geborene Sytz. Sie hatte zwei Geschwister, eine jüngere Schwester war die Malerin Louise Wolf. Bereits im Alter von sechs Jahren versuchte Barbara, der die Eltern eine mangels Bildungseinrichtungen für Mädchen zu jener Zeit dennoch gute außerschulische Bildung ermöglichten, zu dichten. 1802 ging die Familie nach Leipzig und zog 1803 weiter nach München. Als sie 16 Jahre alt war, ertränkte sich ihr Vater in der Isar. Nach seinem Tod führte die Mutter die Herausgabe der Münchner Zeitung fort. Barbara, die ihrem Vater schon zu dessen Lebzeiten in seiner Arbeit unterstützt hatte, führte einen Teil der Korrespondenzen fort.
Bei Ausbruch des Napoleonischen Krieges ging die Mutter mit ihren Töchtern nochmals nach Zürich, um dort ansässige Angehörige aufzusuchen. Dies scheiterte kriegsbedingt und sie kehrte mit den Töchtern und einer unverheirateten Schwester sechs Wochen später wieder nach München zurück.
1812 heiratete Barbara Wolf den Publizisten Jakob Sendtner, mit dem sie seit 1811 das Gesellschaftsblatt für gebildete Stände herausgab und zuvor schon dessen Münchener politischen Zeitung redigiert hatte. Von 1812 bis 1815 arbeitete sie auch bei dem im Verlag von Friedrich Justin Bertuch in Weimar veröffentlichten Journal für Literatur, Kunst, Luxus und Mode mit, musste diese Tätigkeit aber als Mutter mehrerer Kinder einstellen. Dennoch entstanden in dieser Zeit mehrere Gedichte. Barbara Sendtner, die sich auch italienische, französische und griechische Sprachkenntnisse aneignete, veröffentlichte 1828 beim Münchner Fleischmann Verlag ihre Fénelon-Übersetzung Über die Erziehung der Töchter. Sammt einem Schreiben desselben Verfassers an eine Dame von Stand über die Erziehung ihrer einzigen Tochter.
Im Taschenbuch Cölestina – Eine Festgabe für Frauen und Jungfrauen (1838) veröffentlichte sie – selbst protestantisch erzogen – eine knapp 40-seitige biographische Skizze über Johanna Franziska von Chantal. Im Wöchentlichen Anzeiger für die katholische Geistlichkeit war hierzu im November 1837 zu lesen:

„Betty Sendtner, die gläubige Tochter des bekannten Jesuitenfeindes Wolf, sähnt den Schatten ihres Vaters durch echt katholische Gesinnungen, die sie in einer biographischen Skizze: ‚Johanna Franziska v. Fremiot, Baronin von Chantal‘ niederlegt.“

Aus dem Englischen übersetzte sie Geraldine oder Führungen einer Seele, ein dreibändiges Werk über eine zur katholischen Religion übergetretene Engländerin, im Original verfasst von Elizabeth Constantia Agnew alias Emily C. Agnew (E. C. A.). In Verbindung mit dieser Arbeit erscheint sie in der Literatur teilweise unter dem Pseudonym „Fanny Sendtner“. Eine weitere von ihr übersetzte Biographie war Leben der heiligen Jungfrau von Abbé Orsini, empfohlen im Herold des Glaubens Nr. 84 (1839) und in der religiösen Zeitschrift Sion Nr. 98.
Ihr letztes Werk war die Übersetzung aus dem Französischen Ueber das Leiden und Sterben unsers Herrn Jesu Christuß nach dem Original von Johannes Gerson. Die Arbeit war ursprünglich für die Gottesgabe bestimmt. Nachdem aber Abbé Aringer bereits eine Übersetzung an die Redaktion geliefert hatte, veröffentlichte sie ihre Übersetzung bei Pustet in Passau.

## Familie
Aus der Ehe mit Jakob Sendtner gingen insgesamt sieben Kinder hervor, die bekanntesten darunter der Botaniker Otto Sendtner und der Jurist Theodor von Sendtner. Eine Tochter, tätig als Erzieherin im Hause Pocci, starb 1846 im Alter von 26 Jahren, eine weitere heiratete einen Mechaniker namens Nickl aus Traunstein, Sohn Hippolyth wurde Mechaniker, wollte auswandern und ist verschollen, und eine 1816 geborene Tochter namens Ottilie starb 1894 unvermögend im Stift Neuberghausen. Tochter Alphonsine (1818–1894) war die zweite Frau des Kaufmanns und Juristen Joseph Riezler. Aus dieser Ehe gingen der Historiker Sigmund von Riezler, der bayerische Generalmajor z. D. Emanuel Riezler und der Maler Albrecht Riezler hervor.

## Tod
Barbara Sendtner starb nach längere Krankheit. Ihr genaues Todesdatum wird verschieden angegeben. Während die Website des Alten Südfriedhofs in München – wo sich auch das Grab ihres Mannes befindet – den 3. Oktober angibt, nennt Wilhelm Schamberger in seinem Nekrolog im Herold des Glaubens den 5. des Monats. Im Nachruf in der Schweizerischen Kirchenzeitung wird der 6. Oktober mit Sterbezeit um 18 Uhr genannt.